# 290 Dywizja Piechoty (III Rzesza)
290 Dywizja Piechoty (niem. 290. Infanterie-Division) – niemiecka dywizja z czasów II wojny światowej.

## Historia
Sformowana w Munsterlager na mocy rozkazu z 5 lutego 1940 roku, w 8. fali mobilizacyjnej w X Okręgu Wojskowym. Dywizja zakończyła szkolenie 30 kwietnia 1940 r. dzięki czemu zdążyła na ostatnią fazę walk o Francję. Do lutego 1941 r. stacjonowała na francuskim wybrzeżu Oceanu Atlantyckiego. W marcu 1941 r. została przerzucona do Prus Wschodnich. Stamtąd w składzie LVI Korpusu Pancernego zaatakowała ZSRR, gdzie odegrała główną rolę w zdobyciu Dźwińska. W rejonie Dźwiny i Dźwińska atakowała 21 Korpus Pancerny Armii Czerwonej, zadając mu znaczne straty. 
W sierpniu 1941 r. wzięła udział w |pierwszej bitwie o jezioro Ilmen, a w styczniu 1942 r. została okrążona pod Demiańskiem, skąd została oswobodzona w lutym 1943 r. Następnie walczyła o Dno, jezioro Ładoga i zimą o Newel. Jesienią 1943 r. miała już tylko sześć batalionów grenadierów, a bataliony niszczycieli czołgów i rozpoznawczy połączono w jeden batalion szybki.
Podczas odwrotu spod Leningradu poniosła ciężkie straty, a od października 1944 r. była izolowana w kotle kurlandzkim, gdzie wytrzymała kilka radzieckich ataków. W marcu 1945 r. zaokrętowano ją i wysłano do Neutief na Mierzei Wiślanej. Podczas ostatniej próby Armii Czerwonej zniszczenia wojsk niemieckich w Prusach Wschodnich 290 Dywizja poniosła ciężkie straty. Pozostała izolowana w Prusach aż do końca wojny i poddała się Rosjanom w maju 1945 r..

## Skład dywizji
Struktura organizacyjna w lutym 1940 roku:
- 501., 502. i 503. pułk piechoty, 290. pułk artylerii, 290. batalion pionierów, 290. szwadron rozpoznawczy, 290. oddział przeciwpancerny, 290. oddział łączności

Struktura organizacyjna w październiku 1944 roku:
- 501. i 502. pułk grenadierów, 290. pułk artylerii, 290. batalion pionierów, 290. dywizyjny batalion fizylierów, 290. oddział przeciwpancerny, 290. oddział łączności, 290. polowy batalion zapasowy

## Dowódcy dywizji
- Generalleutnant Max Dennerlein 5 II 1940 – 8 VI 1940;
- Generalleutnant Theodor Freiherr von Wrede 8 VI 1940 – 19 IX 1940;
- General Helge Auleb 19 IX 1940 – 14 X 1940;
- Generalleutnant Theodor Freiherr von Wrede 14 X 1940 – 1 V 1942;
- General Conrad - Oskar Heinrichs 1 V 1942 – 1 II 1944;
- Generalmajor Gerhard Henke 1 II 1944 – VI 1944;
- Generalmajor Rudolf Goltzsch VI 1944 – 18 VIII 1944;
- Generalmajor Hans – Joachim Baurmeister 18 VIII 1944 – 25 IV 1945;
- Generalmajor Carl Henke 25 IV 1945 – 27 IV 1945;
- Generalleutnant Alfred Hermmann 27 IV 1945 – 8 V 1945;